# رسا
رَسا (به انگلیسی: sonorant) در آواشناسی و واج‌شناسی، ویژگی آواهایی مانند واکه‌ها و خیشومی‌ها و کناری‌ها و روان‌ها است که در تولید آنها مسیر عبور جریان هوا نسبتاً آزاد است و تارآواها در حال ارتعاش‌اند. نام دیگری که برای رسا به‌کار می‌رود، بازخوان (به انگلیسی: resonant) است.
رسا در نظریه مختصه ممیز واج‌شناسی یکی از مختصه‌های طبقاتی عمده آواست که توسط چامسکی و هله وضع شده تا تنوعات آوایی در شیوه تولید را طبقه‌بندی کند. آواهای رسا، از نظر تولیدی، آنهایی هستند که در تولیدشان مانع قابل توجهی در مسیر جریان هوا قرار ندارد و تارآواها در موقعیت واکداری هستند. به عبارت دیگر حالت بی‌نشان آواهای رسا، واکدار است. در مقابل چنین آواهایی، آواهای گرفته یا غیررسا قراردارند که در تولیدشان جریان هوا با مانع مواجه می‌شود. آواهای رسا عبارتند از:
- تمامی واکه‌های زبان
- همخوان‌های روان‌ (مانند /l/, /w/ و /j/) و خیشومی‌ (مانند /m/, /n/ و /ŋ/)[۲][۳][۴]

در برخی زبان‌ها رساهای بی‌واک وجود دارند ازجمله زبان‌های دراویدی، چینی-تبتی، و آسترونزیایی، اما این موارد استثنا هستند.

## خصوصیات آوایی
آواهای رسا، در تقابل با آواهای گرفته، دارای سازندهای ساخت‌یافته بوده و توزیع انرژی‌شان بیشتر در بسامدهای پایین‌تر متمرکز است.

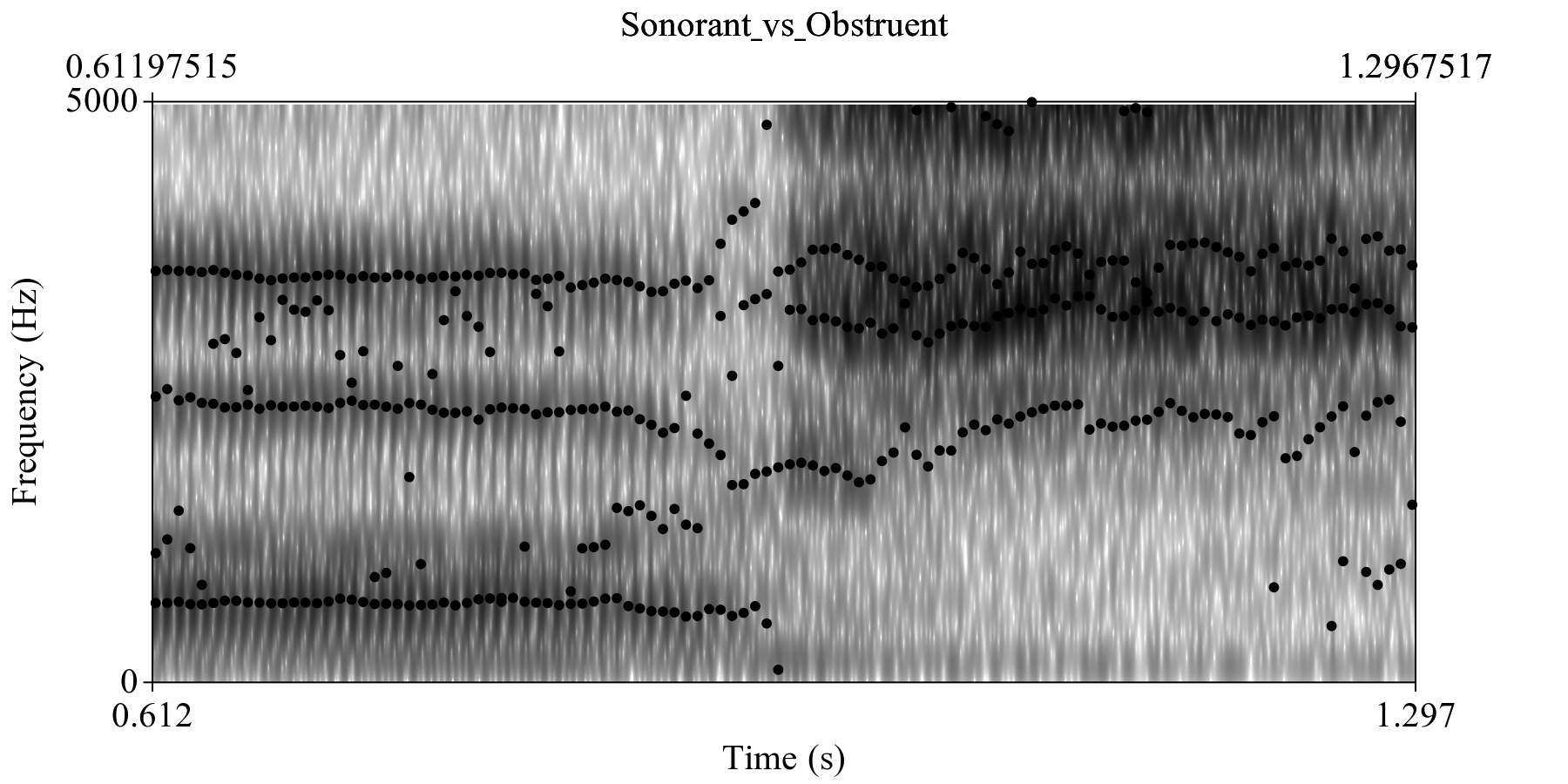
طیف‌نگاره‌ی دو آوای رسا و گرفته در تقابل با هم.

## آواهای رسا در زبان فارسی
زبان فارسی دارای ۱۱ آوای رسا است که از این میان ۶ آوا واکه و ۵ آوا همخوان است. آواهای رسای زبان فارسی عبارتند از:

### واکه
| IPA | نام          | مثال | واج‌نگاری | نویسه      |
| --- | ------------ | ---- | -------- | ---------- |
| [i] | پیشین بسته   | بیست | [bist]   | «ی»        |
| [e] | پیشین نیم‌باز | چشم  | [t͡ʃeʃm]  | «ِ»         |
| [æ] | پیشین باز    | دست  | [dæst]   | «َ»         |
| [u] | پسین بسته    | موش  | [muʃ]    | «او» و «و» |
| [o] | پسین نیم‌باز  | رخ   | [rox]    | «ُ»         |
| [a] | پسین باز     | جان  | [d͡ʒan]   | «آ» و «ا»  |

### همخوان
| IPA | نام                 | مثال | واج‌نگاری | نویسه |
| --- | ------------------- | ---- | -------- | ----- |
| [m] | خیشومی دولبی واکدار | مرگ  | [mærɟ]   | «م»   |
| [n] | خیشومی لثوی واکدار  | نسیم | [næsim]  | «ن»   |
| [r] | لرزشی لثوی واکدار   | روز  | [ruz]    | «ر»   |
| [l] | کناری لثوی واکدار   | لمس  | [læms]   | «ل»   |
| [j] | روان کامی واکدار    | یار  | [jar]    | «ی»   |